# Beatrice Karinsdotter

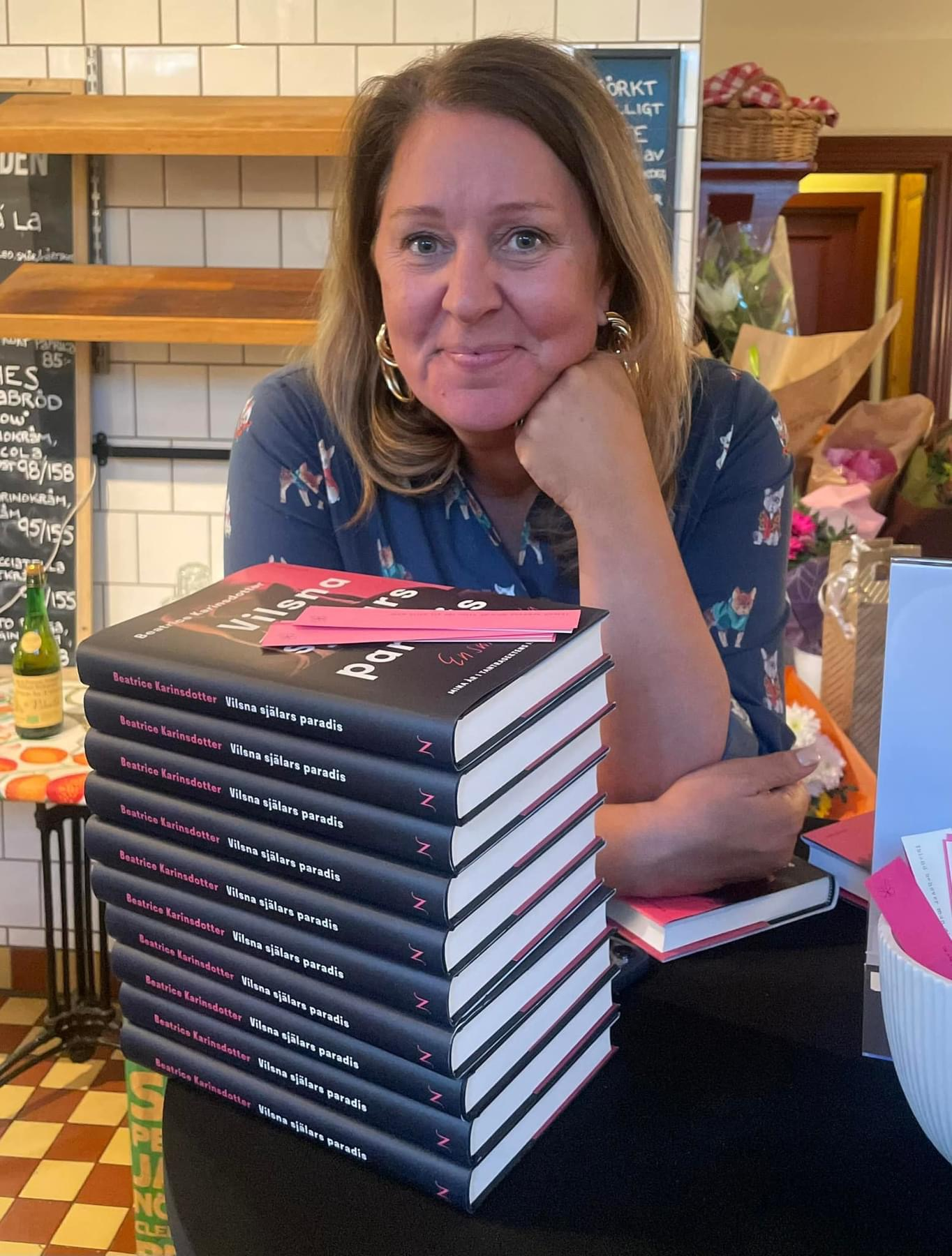
Beatrice Karinsdotter med sin självbiografi, Vilsna själars paradis

Beatrice Titti Karinsdotter, född Isidorsson och under en tid Svedberg, född den 3 maj 1972 i Hudiksvalls kommun i Gävleborgs län, är en svensk författare och föreläsare.
Beatrice Karinsdotter föreläser och har kursverksamhet om relationer och hur man kan förbättra sitt beteende i parrelationer under varumärket Training for love sedan 2020.
Hennes andra bok, Vilsna Själars Paradis, kom ut 2024. Det är en självbiografisk beskrivning av hennes tillvaro och uppbrott ur en nytantrisk rörelse, som hon beskriver som en sekt.